# 召伯廖
召伯廖（？—？），春秋时期召国国君。鲁庄公二十七年（前667年），周惠王派召伯廖到齐国赐命齐侯齐桓公，且请齐伐卫国，因为卫国拥立篡位的王子颓。
| 前任： 召穆公 | 召国国君 | 繼任： 召武公 |